# Vatsa

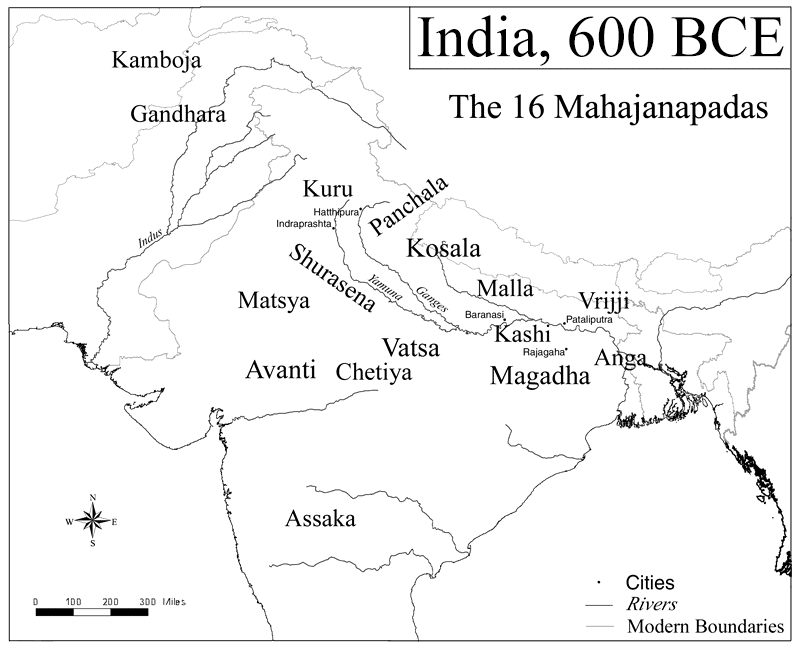
El Mahajanapada de Vatsa o Vamsa

Vatsa (Pali:Vaṁsa, Ardhamagadhi: Vaccha) era un dels solasa (setze) Mahajanapades (grans regnes) de l'Índia antiga esmentats al Anguttara Nikaya, que estava situat a la plana Gangètica amb Kausambi com la seva capital, ara coneguda come Kosam una ciutat petita a Uttar Pradesh. Hi ha un jaciment arqueològic conegut com a "Ruïnes de Kosam" prop d'aquesta ciutat que es creu que era l'antiga Kausambi. Vatsa estava situada prop de la confluència del Ganges i el Yamuna amb centre a Kauśāmbī (moderna Kosam, 55 km al sud-oest d'Allahabad).

## El període antic
El Puranes diuenb que el regne de Vatsa va rebre aquest nom d'un rei de Kashi (Kaśī) de nom Vatsa. El Ramayana i el Mahabharata atribueixen el crèdit de fundar la seva capital Kauśāmbī a un príncep Chedi de nom Kuśun o Kuśāmba. Els Puranes diuen que després de estar a Hastinapura al Ganges, el rei Bhārata Nicakṣu, besnet de Janamejaya, va abandonar la ciutat i es va establir a Kauśāmbī. Això és recolzat pel Svapnavāsavadattā i el Pratijñā-Yaugandharāyaṇun atribuïts a Bhāsa. Tots dos descriuen al rei Udayana com membre d'una branca de la família dels Bhāratas (Bhārata-kula o clan Bharata). El Puranes proporcionar una llista dels successors de Nicakṣu que acaba amb el rei Kṣemaka.: p.117–8

## Śatānīka II, Parantapa
El primer governant de la dinastia Bhārata de Vatsa del que es té alguna informació disponible és Śatānīka II, Parantapa. Mentre el Puranes declaren que el nom del seu pare era Vasudāna, Bhāsa diu que era Sahasrānīka. Śatānīka II casat una princesa Videha, qui era la mare de Udayana. També es va casar amb Mṛgavatī, una filla del cap Licchavi Ceṭaka Va atacar Campā, la capital d'Aṅga durant el govern de Dadhivāhana.: p.119

## Udayana
Udayana, el fill de ŚaTānīka II amb la princesa Videha, el va succeir. Udayana, l'heroi romàntic del Svapnavāsavadattā, el Pratijñā-Yaugandharāyaṇun i moltes altres llegendes era un contemporani de Buda i de Pradyota, el rei d'Avanti.: p.119 El Kathāsaritsāgara conté un relat llarg de les seves conquestes. El Priyadarśikā narra l'esdeveniment de la seva victòria sobre el governant de Kaliṅga i la restauració de Dṛḍhavarman al tron d'Aṅga. El commentarI al Dhammapada descriu la història del seu matrimoni amb Vāsavadattā o Vāsuladattā, la filla de Pradyota, el rei de Avanti. També esmenta les seves dues altres esposes, Māgandiyā, filla d'un bramin Kuru i Sāmāvatī, la filla adoptada del tresorer Ghosaka. El Milindapañho esmenta a una noia camperola, Gopāla-mātā, que va esdevenir la seva muller. El Svapnavāsavadattā de Bhāsa esmenta una altra reina que anomena Padmāvatī, una germana de rei Darśaka de Magadha. El Priyadarśikā ens diu algunes coses sobre el matrimoni de Udayana amb Āraṇyakā, la filla de Dṛḍhavarman, el rei d'Aṅga. El Ratnāvalī narra una història d'amor entre ell i Sāgarikā, una ajudanta de la seva reina principal Vāsavadattā. El nom del seu fill amb la seva reina principal era Bodhi.: pp.179–80
Buda va visitar Kaushambi diverses vegades durant el regnat de Udayana en el seu esforç per estendre el dharma, el Noble Camí Òctuple i les quatre nobles veritats. Udayana era un Upasaka (seguidor) de Buda. La traducció xinesa del text canònic budista Ekottara Āgama declara que la primera imatge de Buda, feta de fusta de sàndal, va ser fet sota ordre de Udayana.

## Desenvolupaments posteriors
Segons els Puranes, els quatre successors de Udayana foren Vahināra, Danḍapāṇjo, Niramitra i Kṣemaka. Més tard, el regne de Vatsa va ser annexionat pel regne d'Avanti. Maniprabha, el besnet de Pradyota va governar a Kauśāmbī com a príncep d' Avanti.: pp.180, 180n, facing 565

## El jurament Vatsa
El descendents de Vatsa eren famós per mantenir la seva paraula a la gent. Per assegurar que les seves promeses eren complertes, el famós Vatsa Adarsh II va començar la idea del famós jurament Vatsa en llengua pali. El jurament era donat com una seguretat de la persona que el feia en nom de la família. El que jurava es podria comprometre a qualsevol cosa fos política o monetari o emocional o de protecció, en favor de qui rebia el jurament. La cultura va perdre els seus seguidors a poc a poc amb la decadència del mahajanapada Vatsa. El primer jurament enregistrat fou el d'un ric senyor anomenat Aditya III als seus súbdits.